# 圣科洛马 (拉里奥哈自治区)
圣科洛马，是西班牙拉里奥哈自治区的一个市镇。总面积20平方公里，总人口140人（2001年），人口密度7人/平方公里。